# Andrea Pozza

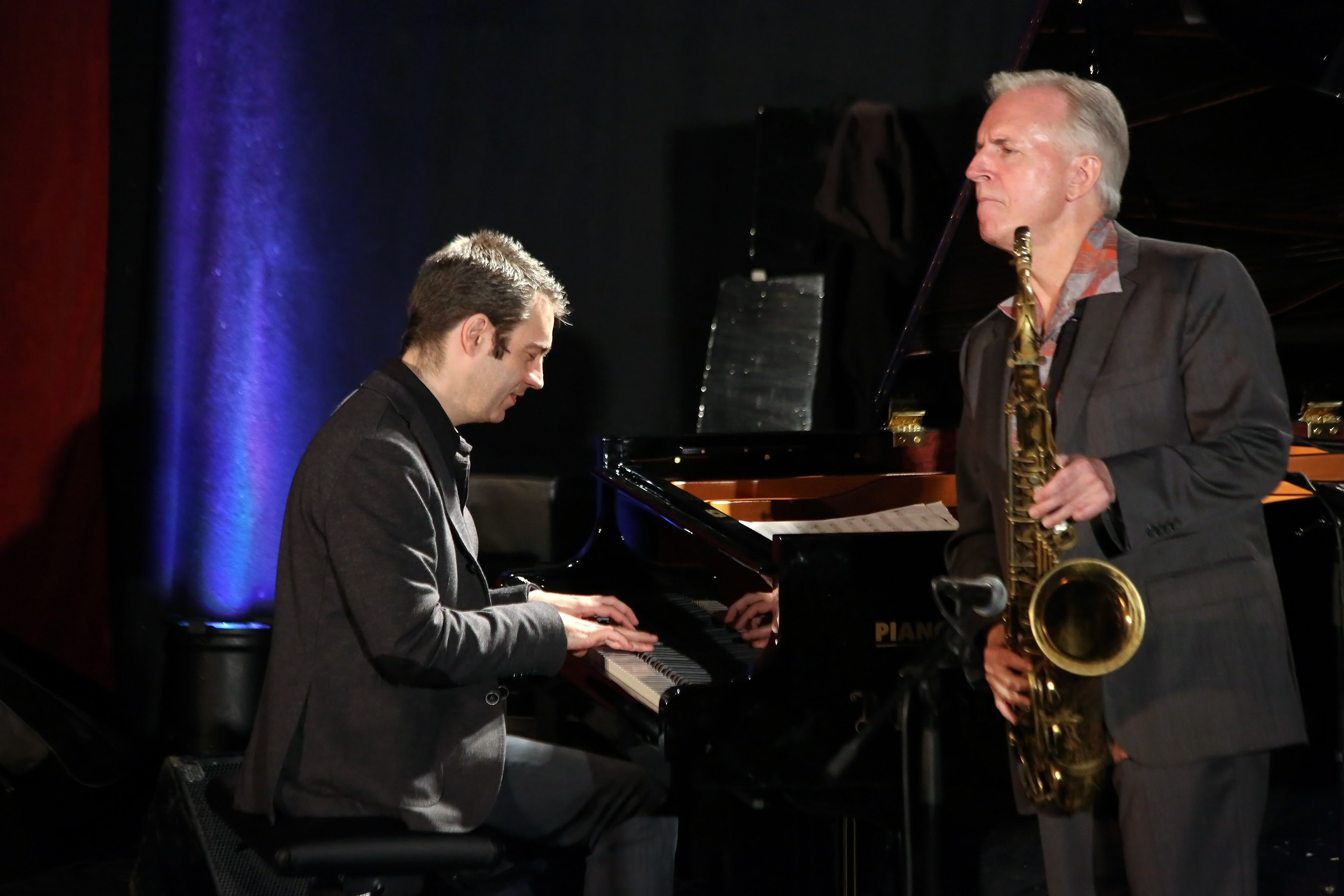
Andrea Pozza (links, mit Scott Hamilton, beim Inntöne Jazzfestival 2013)

Andrea Pozza (* 17. Oktober 1965 in Genua) ist ein italienischer Jazzpianist und Komponist des Modern Jazz.

## Leben und Wirken
Pozza spielte zuerst mit 13 Jahren in einem Jazzclub in Genua. In den 1990er Jahren war er Teil des Quartetts von Steve Grossman. Er arbeitete auch über Jahrzehnte mit dem Tenorsaxophonisten Gianni Basso zusammen, in dessen Quartett er spielte und mit dem er viel aufnahm.
Außerdem spielte er unter anderem mit Charlie Mariano, Chet Baker, Lee Konitz, George Coleman, Al Grey, Sweets Edison, Scott Hamilton, Sal Nistico, Bobby Durham, Bob Sheppard, Furio Di Castri. Weiterhin wirkte er in Klavier-Duos unter anderem mit Dado Moroni und Enrico Pieranunzi. Er spielt im Quintett von Rosario Bonaccorso.

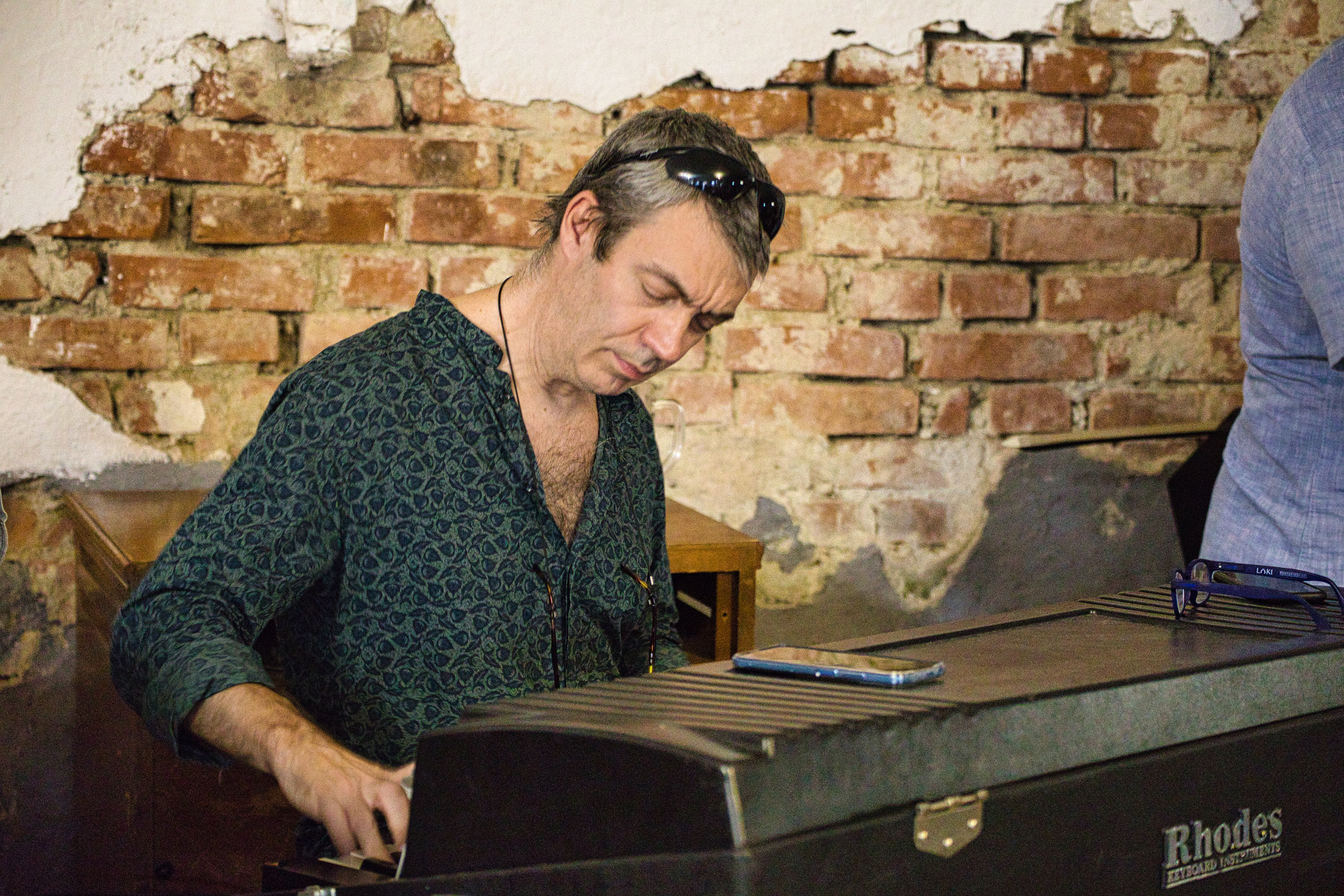
Andrea Pozza (2022)

2004 bis 2008 war er Mitglied im Quintett von Enrico Rava, mit Roberto Gatto, Rosario Bonaccorso und Gianluca Petrella, mit dem er The Words and the Days aufnahm (ECM 2007). Auch trat er mit Rava, Roswell Rudd und Pat Metheny auf. Mit Rava und Basso nahm er 2003 Andrea Pozza meets Gianni Bosso feat. Enrico Rava - Making Whoopie (Philology 2003) auf, dem später mit Rava Andrea Pozza meets Enrico Rava: Stormy Weather (Philology 2013) folgte.
Er spielt auch Solo und mit eigenen Bands, zum Beispiel im Trio (Album A Jellyfish from Bosporus, ABEAT Records, 2013, mit Aldo Zunino, Bass, und Shane Forbes, Schlagzeug), und 2011 mit seinem European Quintet (Album Gull´s Flight), mit Christian Brewer (Altsaxophon), Shane Forbes (Schlagzeug), Dick de Graaf (Tenor- und Sopransaxophon), Jos Machtel (Bass). Weitere Alben mit seinem Trio waren Introducing (Philology 2003), Plays Ellington, Monk and Himself (Gofour 2005), Sweet Lorraine (2005).